# Everson Pereira
Everson Pereira da Silva (Campo Grande, Brasil, 10 de noviembre de 1975) es un futbolista suizo. Juega de mediocampista y su actual equipo es el Neuchâtel Xamax FC.

## Carrera
Silva comenzó su carrera en el Servette FC donde convirtió 6 goles, estuvo en 10 clubes diferentes en sus 10 años de fútbol y ha marcado más de 100 goles. Desde el 7 de julio de 2007 es asignado jugador del Neuchâtel Xamax FC.

## Clubes
| Club                | País     | Año       |
| ------------------- | -------- | --------- |
| Servette FC         | Suiza    | 1997      |
| FC Brussels         | Bélgica  | 1998      |
| Eintracht Brunswick | Alemania | 1999-2000 |
| Arminia Bielefeld   | Alemania | 2000-2001 |
| VfL Osnabrück       | Alemania | 2001-2002 |
| OGC Nice            | Francia  | 2002-2004 |
| SL Benfica          | Portugal | 2004-2005 |
| BSC Young Boys      | Suiza    | 2005-2006 |
| Neuchâtel Xamax     | Suiza    | 2007-     |